# Alestidae
La famiglia Alestidae comprende oltre 100 specie di pesci d'acqua dolce appartenenti all'ordine Characiformes .

## Distribuzione e habitat
I pesci della famiglia sono endemici dei fiumi (Congo e Niger) delle foreste centrafricane.

## Descrizione
Proprio come i Caracidi hanno una buona dentatura (visibile anche nelle specie di piccole dimensioni) e la pinna adiposa.

Le specie sono numerose e anatomicamente diverse: le dimensioni variano, secondo la specie, da 8 a 150 cm (Hydrocynus goliath).

## Acquariofilia
Le specie di interesse acquariofilo sono poco più di una dozzina, alcune con forme e livree davvero attraenti. La riproduzione è ovipara e facilmente riproducibile in allevamento.

## Specie
Le specie sono 119, suddivise in 19 generi:
- Alestes ansorgii
- Alestes baremoze
- Alestes bartoni
- Alestes batesii
- Alestes bimaculatus
- Alestes bouboni
- Alestes carmesinus
- Alestes comptus
- Alestes dentex
- Alestes grandisquamis
- Alestes humilis
- Alestes liebrechtsii
- Alestes macrophthalmus
- Alestes peringueyi
- Alestes schoutedeni
- Alestes stuhlmannii
- Alestes taeniurus
- Alestes tessmanni
- Alestes tholloni
- Alestopetersius brichardi
- Alestopetersius caudalis
- Alestopetersius compressus
- Alestopetersius hilgendorfi
- Alestopetersius leopoldianus
- Alestopetersius nigropterus
- Alestopetersius smykalai
- Arnoldichthys spilopterus
- Bathyaethiops breuseghemi
- Bathyaethiops caudomaculatus
- Bathyaethiops greeni
- Brachypetersius cadwaladeri
- Brachypetersius huloti
- Brachypetersius notospilus
- Brachypetersius pseudonummifer
- Brycinus abeli
- Brycinus affinis
- Brycinus brevis
- Brycinus carolinae
- Brycinus derhami
- Brycinus ferox
- Brycinus fwaensis
- Brycinus imberi
- Brycinus intermedius
- Brycinus jacksonii
- Brycinus kingsleyae
- Brycinus lateralis
- Brycinus leuciscus
- Brycinus longipinnis
- Brycinus luteus
- Brycinus macrolepidotus
- Brycinus minutus
- Brycinus nigricauda
- Brycinus nurse
- Brycinus opisthotaenia
- Brycinus poptae
- Brycinus rhodopleura
- Brycinus sadleri
- Bryconaethiops boulengeri
- Bryconaethiops macrops
- Bryconaethiops microstoma
- Bryconaethiops quinquesquamae
- Clupeocharax schoutedeni
- Duboisialestes bifasciatus
- Duboisialestes tumbensis
- Hemigrammopetersius barnardi
- Hemigrammopetersius pulcher
- Hydrocynus brevis
- Hydrocynus forskahlii
- Hydrocynus goliath
- Hydrocynus somonorum
- Hydrocynus tanzaniae
- Hydrocynus vittatus
- Ladigesia roloffi
- Lepidarchus adonis
- Micralestes acutidens
- Micralestes ambiguus
- Micralestes argyrotaenia
- Micralestes comoensis
- Micralestes congicus
- Micralestes eburneensis
- Micralestes elongatus
- Micralestes fodori
- Micralestes holargyreus
- Micralestes humilis
- Micralestes lualabae
- Micralestes occidentalis
- Micralestes pabrensis
- Micralestes sardina
- Micralestes stormsi
- Micralestes vittatus
- Nannopetersius lamberti
- Petersius conserialis
- Phenacogrammus altus
- Phenacogrammus ansorgii
- Phenacogrammus aurantiacus
- Phenacogrammus bleheri
- Phenacogrammus deheyni
- Phenacogrammus gabonensis
- Phenacogrammus interruptus
- Phenacogrammus major
- Phenacogrammus polli
- Phenacogrammus stigmatura
- Phenacogrammus taeniatus
- Phenacogrammus urotaenia
- Rhabdalestes aeratis
- Rhabdalestes brevidorsalis
- Rhabdalestes leleupi
- Rhabdalestes maunensis
- Rhabdalestes rhodesiensis
- Rhabdalestes septentrionalis
- Rhabdalestes tangensis
- Tricuspidalestes caeruleus